# Lijst van nummer 1-albums in de LP Top 50 in 1979
Onderstaande albums stonden in 1979 op nummer 1 in de LP Top 50, de voorloper van de Media Markt Album Top 40. De lijst werd samengesteld door de Stichting Nederlandse Top 40.
| Nummer | Datum        | Artiest                   | Titel                     |
| ------ | ------------ | ------------------------- | ------------------------- |
| 94     | 6 januari    | Meat Loaf                 | Bat out of hell           |
|        | 13 januari   | Meat Loaf                 | Bat out of hell           |
|        | 20 januari   | Meat Loaf                 | Bat out of hell           |
|        | 27 januari   | Meat Loaf                 | Bat out of hell           |
|        | 3 februari   | Meat Loaf                 | Bat out of hell           |
|        | 10 februari  | Meat Loaf                 | Bat out of hell           |
|        | 17 februari  | Meat Loaf                 | Bat out of hell           |
|        | 24 februari  | Meat Loaf                 | Bat out of hell           |
|        | 3 maart      | Meat Loaf                 | Bat out of hell           |
|        | 10 maart     | Meat Loaf                 | Bat out of hell           |
| 95     | 17 maart     | Bee Gees                  | Spirits having flown      |
| 96     | 24 maart     | The Pointer Sisters       | Energy                    |
|        | 31 maart     | The Pointer Sisters       | Energy                    |
|        | 7 april      | The Pointer Sisters       | Energy                    |
| 97     | 14 april     | Supertramp                | Breakfast in America      |
|        | 21 april     | Supertramp                | Breakfast in America      |
|        | 28 april     | Supertramp                | Breakfast in America      |
|        | 5 mei        | Supertramp                | Breakfast in America      |
|        | 12 mei       | Supertramp                | Breakfast in America      |
|        | 19 mei       | Supertramp                | Breakfast in America      |
| 98     | 26 mei       | Cheap Trick               | At Budokan                |
|        | 2 juni       | Cheap Trick               | At Budokan                |
| 99     | 9 juni       | Art Garfunkel             | Fate for breakfast        |
|        | 16 juni      | Art Garfunkel             | Fate for breakfast        |
|        | 23 juni      | Art Garfunkel             | Fate for breakfast        |
|        | 30 juni      | Art Garfunkel             | Fate for breakfast        |
|        | 7 juli       | Art Garfunkel             | Fate for breakfast        |
|        | 14 juli      | Art Garfunkel             | Fate for breakfast        |
|        | 21 juli      | Art Garfunkel             | Fate for breakfast        |
| 100    | 28 juli      | Earth, Wind & Fire        | I am                      |
| 101    | 4 augustus   | Kiss                      | Dynasty                   |
|        | 11 augustus  | Kiss                      | Dynasty                   |
|        | 18 augustus  | Kiss                      | Dynasty                   |
|        | 25 augustus  | Kiss                      | Dynasty                   |
| 102    | 1 september  | Julio Iglesias            | Emociones                 |
|        | 8 september  | Julio Iglesias            | Emociones                 |
|        | 15 september | Julio Iglesias            | Emociones                 |
|        | 22 september | Julio Iglesias            | Emociones                 |
|        | 29 september | Julio Iglesias            | Emociones                 |
|        | 6 oktober    | Julio Iglesias            | Emociones                 |
|        | 13 oktober   | Julio Iglesias            | Emociones                 |
|        | 20 oktober   | Julio Iglesias            | Emociones                 |
| 103    | 27 oktober   | Eagles                    | The long run              |
|        | 3 november   | Eagles                    | The long run              |
| 104    | 10 november  | The Police                | Reggatta de blanc         |
|        | 17 november  | The Police                | Reggatta de blanc         |
|        | 24 november  | The Police                | Reggatta de blanc         |
|        | 1 december   | The Police                | Reggatta de blanc         |
|        | 8 december   | The Police                | Reggatta de blanc         |
|        | 15 december  | The Police                | Reggatta de blanc         |
|        | 22 december  | The Police                | Reggatta de blanc         |
|        | 29 december  | geen LP Top 50 verschenen | geen LP Top 50 verschenen |

Lijsten van nummer 1-albums in de Nederlandse Album Top 100

1969 ·
1970 ·
1971 ·
1972 ·
1973 ·
1974 ·
1975 ·
1976 ·
1977 ·
1978 ·
1979 ·
1980 ·
1981 ·
1982 ·
1983 ·
1984 ·
1985 ·
1986 ·
1987 ·
1988 ·
1989 ·
1990 ·
1991 ·
1992 ·
1993 ·
1994 ·
1995 ·
1996 ·
1997 ·
1998 ·
1999 ·
2000 ·
2001 ·
2002 ·
2003 ·
2004 ·
2005 ·
2006 ·
2007 ·
2008 ·
2009 ·
2010 ·
2011 ·
2012 ·
2013 ·
2014 ·
2015 ·
2016 ·
2017 ·
2018 ·
2019 ·
2020 ·
2021 ·
2022 ·
2023 ·
2024 ·
2025

Lijsten van nummer 1-albums van de Stichting Nederlandse Top 40

1969 ·
1970 ·
1971 ·
1972 ·
1973 ·
1974 ·
1975 ·
1976 ·
1977 ·
1978 ·
1979 ·
1980 ·
1981 ·
1982 ·
1983 ·
1984 ·
1985 ·
1986 ·
1987 ·
1988 ·
1989 ·
1990 ·
1991 ·
1992 ·
1993 ·
1994 ·
1995 ·
1996 ·
1997 ·
1998 ·
1999 ·
2011 ·
2012 ·
2013 ·
2014 ·
2015
- Nederland
- Nederland (LP Top 50)